# اولی ماسلو
اولی ماسلو (هلندی: Uli Maslo؛ زادهٔ ۶ ژوئیهٔ ۱۹۳۸) مربی فوتبال اهل آلمان است.

## باشگاهی
از باشگاه‌هایی که در آن بازی کرده‌است می‌توان به باشگاه فوتبال روت‌وایس اسن اشاره کرد.